# Sâu răng
Sâu răng là một bệnh phá hoại cấu trúc của răng. Nếu không được chữa trị, bệnh này có thể dẫn đến đau răng, rụng răng, nhiễm trùng, và tử vong đối với những ca nặng. Bệnh sâu răng có một lịch sử dài, với các căn cứ cho thấy nó đã xuất hiện từ thời kỳ đồ đồng, đồ sắt, thời Trung Cổ, và thậm chí trước cả thời kỳ đồ đá mới. Người ta đã liên hệ những đợt bệnh sâu răng lan rộng mạnh nhất với các thay đổi về chế độ ăn. Ngày nay, bệnh sâu răng vẫn là một trong những bệnh thường gặp nhất trên khắp thế giới.
Có nhiều cách phân loại các dạng sâu răng. Tuy rằng thể hiện có thể khác nhau, các nhân tố rủi ro và sự tiến triển của các dạng sâu răng khác nhau vẫn hầu như là tương tự nhau. Ban đầu, bệnh có thể thể hiện ở một vùng nhỏ có độ xốp (chalky), cuối cùng phát triển thành một lỗ hổng lớn màu nâu. Tuy đôi khi người ta có thể trực tiếp nhìn thấy vùng bị sâu, nhưng tia X quang thường được dùng để kiểm tra những vùng răng khó nhìn thấy hơn và để đánh giá mức độ tổn thương của răng.
Bệnh sâu răng do một số loại vi khuẩn tạo axit gây ra (cụ thể là các loài Lactobacillus, Streptococcus mutan, và các loài Actinomyces). Các vi khuẩn này gây tổn thương cho răng trong môi trường có các carbohydrate lên men được, ví dụ như các loại đường sucrose, fructose, and glucose.
Tùy theo mức độ tổn thương của răng, có nhiều phương pháp điều trị khác nhau để khôi phục tình trạng của răng để có được hình dáng, chức năng và thẩm mỹ thích hợp. Tuy nhiên, hiện người ta chưa biết đến một phương pháp nào có thể tái sinh đáng kể cấu trúc răng. Thay vào đó, các tổ chức sức khỏe nha khoa kêu gọi các biện pháp phòng ngừa để tránh sâu răng, chẳng hạn như thường xuyên giữ vệ sinh răng miệng và thay đổi chế độ ăn.

## Dấu hiệu và triệu chứng
Dấu hiệu của sâu răng bao gồm 2 triệu chứng phù hợp với 2 giai đoạn như:
- Mới bị: Xuất hiện mảng màu đen trên răng
- Bị nặng: răng xuất hiện lỗ hổng và bị đau nhức. Nghiêm trọng hơn là sâu vào trong tủy răng.

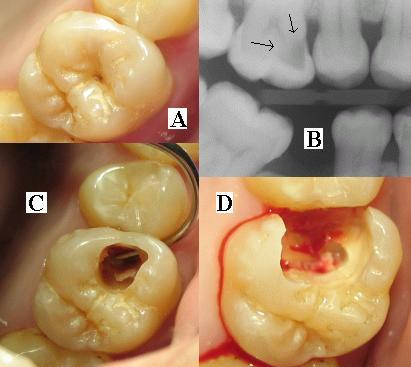
(A) Một lỗ sâu răng nhìn thấy được trên bề mặt của một chiếc răng. (B) Chụp X quang cho thấy một khu vực khử khoáng trong vùng ngà (mũi tên). (C) Một lỗ được phát hiện ở bên cạnh răng khi bắt đầu phá lỗ sâu răng. (D) Tất cả các phần sâu răng được loại bỏ; đã sẵn sàng trám răng.